# Beuvillers (Calvados)
Beuvillers település Franciaországban, Calvados megyében. Lakosainak száma 1301 fő (2022. január 1.). Beuvillers Glos, Lisieux és Saint-Martin-de-la-Lieue községekkel határos.

## Népesség
A település népességének változása:
| Lakosok száma | 1267 | 1037 | 1054 | 1197 | 1370 | 1378 | 1351 | 1338 | 1331 | 1301 |
|               | 1968 | 1982 | 1990 | 2006 | 2013 | 2015 | 2017 | 2019 | 2020 | 2022 |